# A Thousand Suns
A Thousand Suns is het vierde studioalbum van de Amerikaanse rockband Linkin Park. Aan het door Mike Shinoda en Rick Rubin geproduceerde album werd begonnen in 2008 en na het album in 2009 en 2010 te hebben opgenomen, werd het uitgebracht op 10 september in Nederland en op 14 september wereldwijd onder Warner Bros. en Machine Shop. De keuze voor de leadsingle viel op The Catalyst, dat op 2 augustus 2010 werd uitgebracht en nog voor verschijnen werd Waiting for the End als de tweede single gekozen, die in oktober uitgebracht werd. Derde single Burning in the Skies werd op 21 maart 2011 alleen in Europa uitgebracht.
A Thousand Suns is een conceptalbum waarop de onderliggende thema's van menselijke angst voor vooral (nucleaire) oorlogen en de rol van de opkomende technologie verwerkt zijn . De titel is afkomstig van uit Indiase Hindoetekst Bhagavad gita: "If the radiance of a thousand suns were to burst at once into the sky, that would be like the splendor of the mighty one," geciteerd door Robert Oppenheimer als een verwijzing naar de atoombom.
Het album was commercieel succesvol door in elf landen op de eerste positie te debuteren en in de meeste anderen binnen de top tien. Desondanks presteerde het album qua hitnotering en verkoopcijfers als de minste van de bands vier albums. Kritisch werd het album gemengd beoordeeld.

## Opnamen en ontwikkeling
Ondanks het feit dat de band voor ogen had dat het geen lange periodes tussen albums wilde, zoals het geval was in de drie jaar tussen het tweede studioalbum Meteora en het derde Minutes to Midnight, duurde het wederom ruim drie jaar voordat het album was afgerond. Een van de redenen hiervoor was de verschijning van Out of Ashes, een album van leadzanger Chester Benningtons sideproject Dead by Sunrise, dat in september 2009 werd uitgebracht. Daarnaast werd de band gevraagd om de leadsingle voor de soundtrack van Transformers: Revenge of the Fallen te schrijven, waardoor het een periode buiten de studio's doorbracht om het in drie maanden geschreven New Divide te promoten. Ook toerde het van juli tot augustus in Europa en Azië om het live-gevoel niet kwijt te raken. In januari 2010 bracht de band tevens met Music for Relief een compilatiealbum uit ten behoeve van de slachtoffers van de aardbeving in Haïti en werkte hiervoor een demo van Not Alone, een nummer afkomstig van de Minutes to Midnight-opnamesessies af. Ten slotte werd in mei het videospelletje 8-Bit Rebellion! uitgebracht, waarvoor het het nummer Blackbirds afrondde, een nummer dat ook het vorig album niet had gehaald. In december gaf Digidesign de band de mogelijkheid om een voorproefje van de nieuwe Pro Tools 8 te nemen. Shinoda nam samen met drummer Rob Bourdon het door post-rockbeïnvloede instrumentale Lockjaw op, die de band vrijgaf voor leden van diens fanclub, de Linkin Park Underground.
De band begon tijdens het toeren in januari 2008 met het schrijven van nieuw materiaal en het opnemen van demo's en in november van dat jaar doken ze de studio's weer in voor de opnamen van het vierde studioalbum. Het album werd opgenomen in de NRG Studios, waar ook de voorgaande albums zijn opgenomen, en in The Stockroom, producer en bandlid Mike Shinoda thuisstudio. In oktober vermeldde hij op zijn weblog dat hij samen met bassist Dave Farrell en DJ Joe Hahn bezig was met twee nummers die hij beschreef als agressief en duister. Een schrijfsessie van zes weken begon in december. Enkele andere demo's werden door hem beschreven als "uitdagender en experimenteler" en hij sloot niet uit dat demo's die Minutes to Midnight niet hebben gehaald, wel op de nieuwe plaat komen te staan.
In mei 2009 meldde Shinoda dat de band halverwege met het schrijven was en er en in een interview met MySpace vermeldde hij dat er vijftig tot honderd demo's geschreven waren en in oktober was dit ingekort naar veertig potentiële albumnummers. In december had de band twintig potentiële nummers waarvan er vijf afgerond waren. Bennington sloot de mogelijkheid niet uit dat enkele nummers die hij schreef voor Dead by Sunrise op het album komen te staan. F---ing Awesome, de demotitel van een nummer die hij voor zijn project wilde gebruiken, werd tegengehouden door gitarist Brad Delson, die vond dat het nummer meer bij Linkin Park paste. De band vond het opnameproces anders dan bij de voorgaande albums. Het werken aan vorig album Minutes to Midnight werkte als een voordeel doordat de band buiten de grenzen dacht.
In november werd bekend dat er begonnen was met het artwork voor het album en dat het album minder nummers zou bevatten maar wel met een lengte tussen de vier en de vijf minuten. De band was bezig een groep van vijf nummers af te ronden, waarvan er een alleen uit Shinoda's rapvocalen bestond, er twee waren waarop zowel Bennington als Shinoda zongen, er een was met alleen Bennington en de laatste waarop beiden om de beurten zongen. Begin januari werd een nieuwe groep van eveneens vijf nummers afgewerkt. In een interview kort na bekendmaking van de verschijningsdatum, zei Bennington dat de band in een goede lijn zit en snel na het toeren werder wil gaan met het opnemen van een nieuw album, onder andere door te blijven schrijven tijdens het toeren.
Enkele demotitels waren Robot Boy, Rygar, Voyage, Underbite, Chicken Basket en F---ing Awesome. Robot Boy behaalde met zijn originele titel de tracklist. De band vulde de opnamestudio's op met ballonnen een surreële omgeving te creëren. Van The Catalyst, de leadsingle van het album, werd de titel rond de opnamen van de videoclip gekozen.

## Stijl
Men wil alleen maar junkfood. Ze willen makkelijk weggooibare junkfoodmuziek dat ze slaperig en vet maken. McDonald's kan heel lekker zijn, mits je het niet te vaak eet, want dan verander je in een slob. Zo voelen wij ook over muziek. We willen meer solide muziek maken, en hoewel we dat altijd wel konden waren er af en toe momenten andere dingen waar we ons over opwonden en waar we over wilde schrijven en wat voor statement we wilden maken. Op dit album hebben we meer aandacht voor de solide basis en de verfijningen en hopen iets te maken dat echt anders is.— Mike Shinoda
Na het vorige album waarop de band experimenteerde met genres, wilde het dit keer als het ware een nieuw genre ontwikkelen waar de band aan gekoppeld wordt, zoals de eerste twee albums met nu-metal geassocieerd werden. De band wil op het album meer consistentie hebben, in vergelijking met het vorige album. Tijdens promotie-interviews rond de tijd dat het album werd uitgebracht, werd ook meerdere malen naar voren gebracht dat de nummers op het album op volgorde. Ook noemde Bennington het album in december meer op beat-gedreven en Shinoda het anders dan zij ooit hebben geschreven. De band vond dat ze een stap verder zijn gegaan in vergeleken met Minutes to Midnight en het nu helemaal niet uitmaakte wat voor muziek er werd geproduceerd, zolang de band het maar leuk vond en het van de band afkomstig is. Dit is een van de hoofdredenen dat de band weg probeerde te blijven van het intro-refrein-couplet-refrein-couplet-refrein-brug-refreinoutrostructuur, en het de nummers vanzelf wilde laten vloeien.
De band besefte dat het de vrijheid had om nieuwe uitdagingen aan te gaan en risico's te nemen. Shinoda beschreef het album eerst als een album waarbij "genres tegen elkaar opbotsen", waarbij het doel was een compleet nieuw geluid te creëren waaraan de band toch herkend wordt, en grapte dat men er een nieuw genre voor moest verzinnen. In een later interview zei hij dat zijn woorden een beetje overtrokken waren. Tijdens de opnamen werd gebruikgemaakt van een scala aan verschillende instrumenten en voorwerpen om zo zo veel mogelijk verschillende geluiden beschikbaar te kunnen hebben. Op When They Come for Me, Iridescent, The Catalyst en The Messenger droeg elk bandlid vocaal door gezamenlijke zangsessies.
De band kwam met het idee om als het ware een soundtrack te schrijven voor een "immens, monsterachtig iets dat groter is dan gewoon een album", vergezeld met een film, een videospel en een rockopera. Tijdens de opnamen besefte de band dat dit niet realiseerbaar was. Ook werd in het begin Shinoda gezien als producer maar wilde de band uiteindelijk toch de hulp inroepen van een producer, die de band in juni 2009 bekendmaakte in de naam van Rick Rubin, die ook Minutes to Midnight produceerde. De band deed dit omdat hij bekend was met de grensoverschrijdende ideologie van de band, dat zich inzette op Minutes to Midnight.When They Come for Me, Iridescent en The Catalyst Rubin wilde zelf het album produceren en vond het eerst beluisterde opgenomen nummer van de band heel goed klinken. Na het horen van de tweede en het derde nummer, waarschuwde hij dat de band absoluut door moest gaan met de manier waarop zij bezig waren.
Waar de band op Minutes to Midnight vond dat het maken van een nummer in de oude rapcore/nu-metalstijl cliché overkwam, vond het dat als een nummer deze richting op neigde, dit op een natuurlijke, originele en organische manier moest gebeuren en op een manier dat de band niet eerder had gedaan. Het elektronische zorgde ervoor dat de beats een lichte tribal en psychedelische gevoel kregen. De hiphopnummers van het album geducht, rauw, duister en op een vreemde manier organisch.
In vergelijking met Minutes to Midnight, treedt Shinoda op vocaal vlak weer op de voorgrond, hoewel dit op een andere manier is dan op de eerste twee albums Hybrid Theory of Meteora. Shinoda rapt op When They Come for Me, Wretches and Kings en The Catalyst terwijl hij nu ook vaak zingend te horen is. Dit gebeurt op Burning in the Skies, Robot Boy, Waiting for the End, Blackout, Iridescent en op The Catalyst. Ook zingt hij op The Radiance en op Jornada del Muerto maar maakt hij gebruik van pitch correction, waarmee hij zijn stem verhoogt. De vocalisten zingen samen op Robot Boy, Jornada del Muerto, Blackout en The Catalyst terwijl de hele band als geheel zingt op Iridescent, The Catalyst en The Messenger. Hahn is scratchend ook vaker te horen terwijl de elektrische gitaar omlaag gemixt is. De band wilde de grote climactische geluiden niet veroorzaken door de standaard gitaardistortie maar op nieuwere manieren. De meeste gitaaronderdelen zijn overigens ingespeeld door Shinoda en niet door Delson, die ook meer bezig was met productietaken.

## Thematiek
Meestal zit Rick rustig op zijn stoel met zijn baard en zijn zonnebril op. Nu leek hij te headbangen bij het horen van het eerste nummer.
Al vroeg werd duidelijk dat de band met het idee van een conceptalbum speelde. Bennington noemde het idee lichtelijk ontmoedigend maar uitdagend doordat elk bandlid zich wel met het idee kon relateren. Uiteindelijk noemde de band het album geen conceptalbum maar wel een album met een thema dat zich door het hele album voortzet. Het album behandelt de menselijke angst jegens de ontwikkeling van technologie die ervoor gezorgd heeft dat (kern)wapens grotere impact krijgen en de apocalyptische effecten die deze kunnen veroorzaken. Deze thema wordt lyrisch behandeld en versterkt door de citaten van politiek belangrijke personen als Robert Oppenheimer, de maker van de atoombom die vertelt wat men dacht over de atoombom, Mario Savio, die in zijn Bodies upon the gears-toespraak de ontwikkeling van de technologische apparatus wilde tegenhouden, en Martin Luther King, die het in zijn Wisdom, justice, and love-toespraak over het onhumane gedrag van de mens tegenover zichzelf had. Het album bestaat uit vijftien nummers waarvan negen volledige nummers en zes interludes die als bruggetjes functioneren. Zo zet de ritme te horen in openingsnummer The Requiem zich voort in The Radiance en Burning in the Skies.
De albumtitel is ontstaan uit de tekst van The Catalyst, waarin "will we burn inside the fires of a thousand suns" wordt gesproken. De band vond dit zo'n sterk gevoel hebben, dat ze die in het hoofd hielden tijdens de albumopnamen en dit uiteindelijk gekozen werd als titel. De zin in de tekst is weer ontstaan uit een citaat van Robert Oppenheimer, de 'vader' van de atoombom die het beschreef met een citaat uit de Indiase Hindoetekst Bhagavad gita: "If the radiance of a thousand suns were to burst at once into the sky that would be like the splendor of the Mighty one". Dit is te horen in het tweede nummer The Radiance.
Shinoda noemde de hiphopgroep Public Enemy een inspiratie voor het album vanwege de driedimensionaliteit in hun nummers door het gebruik van politieke insteek, de gelaagdheid, maar ook de activiteit die deze hadden. Dit wilde Shinoda ook toepassen op het album. Hij noemde Wretches and Kings een eerbetoon aan Chuck D en refereert met de zinnen "to save face, how low can you go" en "to keep face, how slow can you go" aan Public Enemy's bekendste nummer Bring the Noise waar de tekst "bass! How low can you go" in staat. Wretches and Kings werd enkele maanden later geremixt door HavocNdeeD met gastvocalen van Chuck D. Een ander kenmerk van Public Enemy's inspiratie is Shinoda's zin "Chuck said that uzi weigh a motherfuckin' ton", waarin er wordt verwezen naar Chuck D en naar het nummer Miuzi Weighs a Ton.

### New Divide
In maart 2009 plaatste Shinoda een afbeelding van Bourdon in de studio, die de drums voor een nummer aan het opnemen was. Shinoda beschreef het nummer als een gelaagd nummer met zware synths en een scherp optreden van Bourdon, waarbij de drums wat losser worden gehouden en er niet te veel studiotrucage wordt gebruikt zodat er een "tussenspel tussen het organische gevoel van het ritme en een meer robotachtig gevoel, afkomstig van de keyboards" ontstaat. In april werd bekendgemaakt dat de band in het voorjaar van 2009 door regisseur Michael Bay gevraagd werd een nummer op te nemen voor de soundtrack van de Transformers: Revenge of the Fallen-film op. Duidelijk werd dat de beschrijving van Shinoda ging over dit nieuwe nummer, New Divide. De single, die meer richting de synthrock neigt, debuteerde op de zesde positie in de Amerikaanse Billboard Hot 100 en piekte op de negentiende positie in de UK Singles Chart en de 23ste positie in de Nederlandse Top 40. De band benadrukte dat de stijl van het nummer geen voorbode van de stijl van het nieuwe album zou zijn, hoewel de elektronische basis ook aanwezig is op het album.

## Verschijning
In mei kwamen de voortekenen dat het album in een afrondende fase was. Nadat Shinoda meldde dat zij verschillende mixers aan het testmixen waren, zei hij in een chat met de Linkin Park Underground dat zij bezig waren met de albumtitel en met het bedenken van albumedities (onder andere via twitter), waarbij zij bezig waren met iets speciaals. In juni werden data bekendgemaakt voor een Europese tournee in oktober en werd ook een foto van de opnamen voor de videoclip van de eerste single geüpload op de twitter van bassist Phoenix. Ook werden er enkele puzzels geplaatst op de subwebsite van de band, waaruit de woorden "The Catalyst" en "A Thousand Suns" kwamen.
Een DJ van de Britse XFM meldde midden juni dat hij de eerste single van het album gehoord had en beschreef deze als progressief en dat het nummer weer rapvocalen van Shinoda bevatte. De Duitse Amazon kondigde aan dat het nieuwe album op 24 september uit zou komen.
Op 8 juli maakte de band officieel bekend dat A Thousand Suns op 14 september uitgebracht zou worden met The Catalyst als leadsingle op 2 augustus. Ook werd er vrijwel gelijk na bekendmaking een remixwedstrijd begonnen waarbij men geluidslagen van de single konden downloaden en verwerken in een remix, waarbij de winnende als bonusnummer op een speciale editie van het album werd gezet, die alleen bij de Amerikaanse Best Buy-keten verkocht werd.
Op 22 juli konden fans die "#athousandsuns" tweetten een pixel van een afbeelding op de website van de band beschikbaar maken, die uiteindelijk leidde tot de albumcover. De speciale editie van het album bevat een inverse versie van de witzwarte albumcover, die geen tekst bevat. De digitale speciale editie bevat een andere afbeelding die lijkt op de officiële cover en heeft meerdere verticale zwart-witte strepen. In de weken erna werden enkele LPTV-afleveringen op het internet geplaatst, met een blik achter de schermen tijdens de opnamen waar enkele nummers te horen waren. Een week voordat het album uitkwam, kregen voorbestellers via de website van de band de mogelijkheid Wretches and Kings gratis te downloaden. Enkele dagen voor de verschijning van het album werden Waiting for the End en Blackout op de bands MySpacepagina geüpload. Omdat de band aanmoedigde het album als een geheel te luisteren, werd op iTunes en MySpace A Thousand Suns: The Full Experience geplaatst; het hele album als een nummer.
Voordat het album uitkwam, werd al bekendgemaakt dat Waiting for the End de tweede single zou worden. Het nummer werd op 1 oktober digitaal uitgebracht en een week later volgde de videoclip. Voor de uitgave werd een livevideo uitgebracht, bestaande uit opnamen van de fans tijdens een concert. Ter promotie werd het nummer gespeeld tijdens het bezoek van de band aan Saturday Night Live. Het nummer deed het commercieel redelijk waardoor pas op 21 maart 2011 de derde single Burning in the Skies werd uitgebracht. Het was echter een internationale single en werd dus in de Verenigde Staten niet uitgebracht. De vierde officiële en derde Amerikaanse single werd Iridescent, dat meteen de leadsingle van de Transformers: Dark of the Moon-soundtrack was. Een ingekorte en licht geremixte versie werd op single uitgebracht terwijl elementen van de studioversie in de film te horen waren.
Begin maart maakte de band bekend dat een gelimiteerde heruitgave van het album in Europa verkrijgbaar zou zijn en later wereldwijd. Deze versie, A Thousand Suns+ getiteld, bevat een extra dvd met het concert in Madrid er op.

## A Thousand Suns World Tour
De band zei in 2009 dat er onderhandelingen gaande waren om een nieuw tournee op te zetten: de Narcissist Tour, waar Linkin Park en gerelateerde bands als Fort Minor (sideproject van Shinoda), Dead by Sunrise (sideproject van Bennington met Amir Derakh en Amir Shuck van Orgy), Orgy, Julien-K (sideproject van Derakh en Shuck), Circuit Freq en JK-DJs (dj-project van Shuck en Brandon Belsky van Julien-K) aan mee zouden doen. Sindsdien is er geen verdere informatie verstrekt over het project, waardoor het mogelijk is dat dit een in de conceptuele fase zal blijven.

### Tourneeschema
In mei en juni maakte de band data bekend voor de A Thousand Suns World Tour, met een optredens in Argentinië, Chili en Brazilië, waarna de band terugvloog naar de Verenigde Staten voor het uitbrengen van het album. De band wilde in haar shows audio en video samenbrengen, het een multimediaervaring maken en muziek en kunst vermengen. Ook was er een exclusieve lasershow gepland voor een gelimiteerd aantal Linkin Park Undergrond en LPUX leden en een albumreleaseshow op 14 september, de dag waarop het album in de Verenigde Staten uitkwam. Na de verschijning van het album toerde de band tussen half oktober en half november in Europa waarbij onder andere Duitsland en het Verenigd Koninkrijk werden aangedaan. Op 12 september trad de band op tijdens de MTV Video Music Awards en debuteerde voor publiek The Catalyst. Op 7 november gaf de band een uur durend concert in Madrid in het kader van de MTV European Music Awards. Na twee data in het Midden-Oosten, volgde in december een tournee door Australië. Op 20 januari begon de band weer met reizen, dit keer door Noord-Amerika. Enkele data werden uitgesteld en opnieuw ingepland na de ziekenhuisopname van Bennington. Hierna volgde een rustige periode om bij te komen en verder te werken aan het vijfde studioalbum. In juni toerde de band de Europese festivals waaronder Rock Werchter rond. Eind augustus volgt een benefietconcert voor Music for Relief, de benefietorganisatie dat opgericht is door de band. In september volgt een Aziatische toer.

### Rol van bandleden
Vanwege de cohesie die in de nummers van het album een rol speelt, was de band gedwongen op nieuwe manieren na te denken om de nummers live goed ten gehore te brengen. Hierdoor maakte de band vaker gebruik van vooropgenomen geluiden maar moesten de bandleden ook meerdere of andere instrumenten spelen. Waar Bennington meestal alleen zingt en sinds Minutes to Midnight op Shadow of the Day ook als ritmisch gitarist fungeert, speelt hij nu ook percussie op Blackout en When They Come for Me. Het laatstgenoemde nummer speelt al een opvallende rol als dit live wordt gespeeld. Naast Bennington, speelt ook Delson percussie maar ook met de megafoon, waardoor hij in het Spaans praat en de sirene gebruikt. In de brug bespeelt hij als derde instrument zijn 'normale' elektrische gitaar. Shinoda komt in de coupletten naar voren om te rappen maar moet tijdens het refrein weer achter de synthesizer plaatsnemen. Op Waiting for the End is Delson toetsenist tot de brug, waarna hij weer met zijn gitaar voor inbreng zorgt. Op Blackout zit hij het gehele nummer lang achter de synthesizer terwijl bassist Phoenix de midi's bespeelt. Op Wretches and Kings wisselen Bennington het midispel met elkaar af; tijdens de coupletten zorgt Bennington hiervoor en is dit andersom tijdens de refreinen. Op Iridescent is Bennington ritmisch gitarist en zingt de hele band (op drummer Bourdon na) het koorgedeelte in de brug. Ook tijdens The Catalyst zingt de hele band op momenten mee. Delson bespeelt op dit nummer tevens percussie.

### Openingacts
- Attaque 77 (Argentinië)

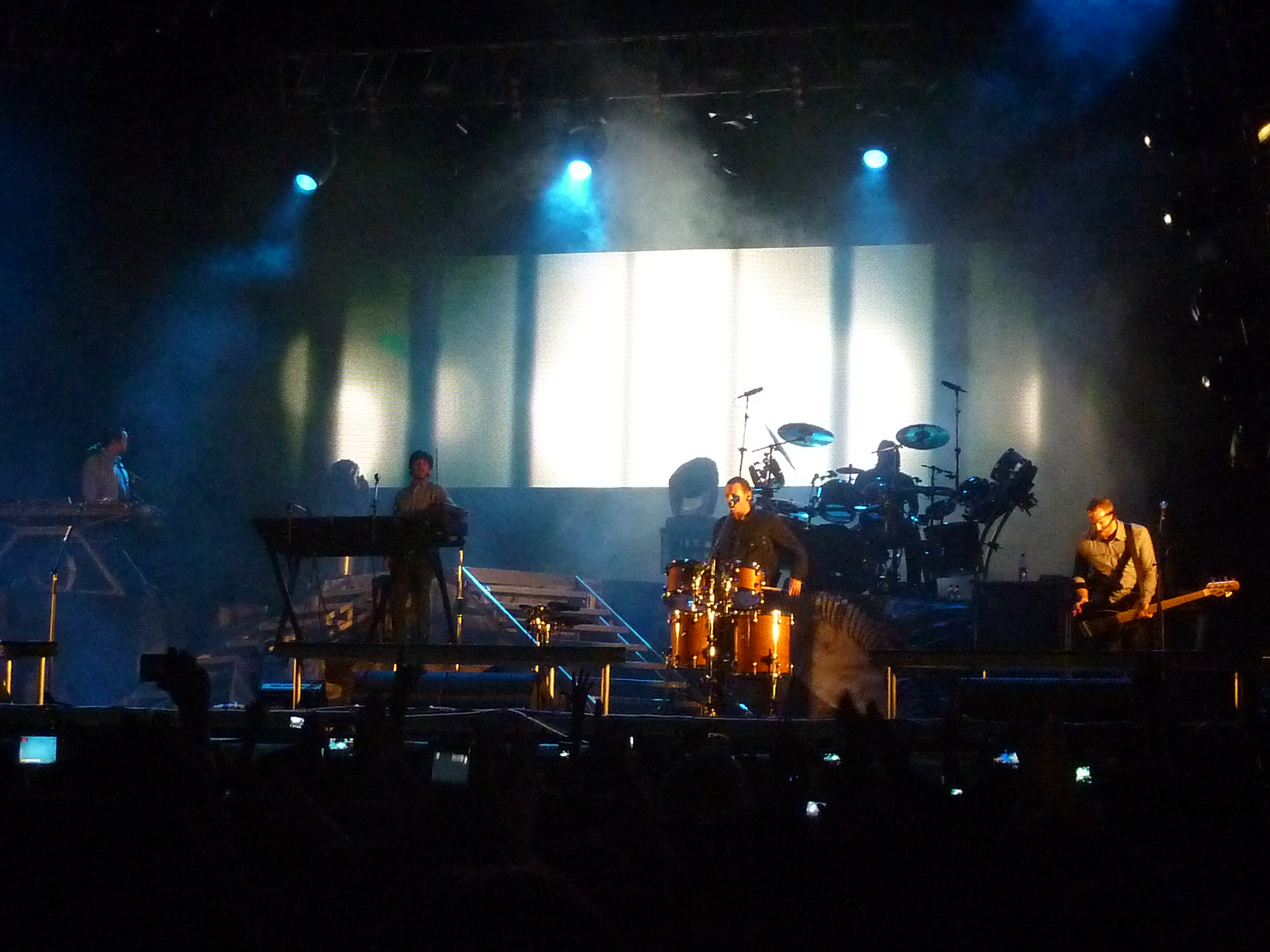
Linkin Park met Bennington op de percussie

- The Futureheads (enkele data in Europa)
- Does It Offend You, Yeah? (Verenigd Koninkrijk, enkele data in Noord-Amerika)
- DJ Bliss (VAE)
- Quami & The Halvot (Israël)
- Dead Letter Circus (Sydney, Melbourne)
- Sleep Walker (Perth)
- The Art (Brisbane, Melbourne)
- The Prodigy (enkele data in Noord-Amerika)
- Pendulum (enkele data in Noord-Amerika)
- Circa Survive (Phoenix, Dallas en Houston)
- Paper Tongues (Phoenix, Dallas en Houston)

## Verschijningen in populaire cultuur
The Catalyst was het themanummer van het Japanse spel Mobile Suit Gundam: Extreme Vs. en in Medal of Honor, waarvoor Hahn de trailer regisseerde. Blackout is te horen in FIFA 11. Deze twee nummers, samen met Burning in the Skies, The Messenger en Waiting for the End waren te downloaden als onderdeel van de Linkin Park Track Pack voor Guitar Hero: Warriors of Rock. Het laatstgenoemde had een verschijning in de aflevering Sgweegel van CSI: Crime Scene Investigation. Wretches and Kings was te horen in de trailer van EA Sports MMA.

## Tracklist en versies
De tracklist zou volgens Shinoda uit ongeveer tien nummers bestaan maar gemiddeld tussen de vier en de vijf minuten duren. Het album wordt in verschillende versies uitgebracht. De band was al vroeg begonnen met het bedenken van het inhoud van de verschillende edities. Naast de normale ongecensureerde versie bestaat deze versie ook in een speciale editie, in een normale gecensureerde versie en een ongecencureerde editie op vinyl.
- "A Thousand Suns CD" (explicit); de standaardversie van het album.
- "A Thousand Suns CD" (clean); gelijk aan de standaardversie, hoewel bij deze editie de vloekwoorden er uit zijn gehaald.
- "A Thousand Suns CD/dvd"; bevat naast de expliciete cd een dvd met de Making of A Thousand Suns.[27]
- "A Thousand Suns (deluxe fan edition box); met naast de explicitete versie van de cd twee langspeelplaten, een dvd over de totstandkoming van Meeting A Thousand Suns en een boek met artwork.[27]

Alle muziek en teksten zijn geschreven door Linkin Park. 
| 1.                 | The Requiem                                                                 | 02:01 |
| 2.                 | The Radiance (bevat een onderdeel uit een interview van Robert Oppenheimer) | 00:58 |
| 3.                 | Burning in the Skies                                                        | 04:13 |
| 4.                 | Empty Spaces                                                                | 00:18 |
| 5.                 | When They Come for Me                                                       | 04:56 |
| 6.                 | Robot Boy                                                                   | 04:29 |
| 7.                 | Jornada del Muerto                                                          | 01:35 |
| 8.                 | Waiting for the End                                                         | 03:52 |
| 9.                 | Blackout                                                                    | 04:39 |
| 10.                | Wretches and Kings (bevat een onderdeel uit een interview van Mario Savio)  | 04:15 |
| 11.                | Wisdom, Justice, and Love                                                   | 01:39 |
| 12.                | Iridescent                                                                  | 04:57 |
| 13.                | Fallout                                                                     | 01:23 |
| 14.                | The Catalyst                                                                | 05:40 |
| 15.                | The Messenger                                                               | 03:02 |
| 101.               | Naamloos (Linkin Park, Martin Luther King)                                  |       |
| Totale duur: 47:58 |                                                                             |       |

| Nr. | Titel                        | Duur  |
| --- | ---------------------------- | ----- |
| 16. | The Catalyst (NoBraiN remix) | 04:22 |

| Nr. | Titel                                                         | Duur  |
| --- | ------------------------------------------------------------- | ----- |
| 16. | The Catalyst (videoclip, alleen bij de iTunes Deluxe Edition) | 04:42 |
| 17. | Blackbirds (afkomstig van de 8-Bit Rebellion! App)            | 03:21 |

| Nr. | Titel             | Duur  |
| --- | ----------------- | ----- |
| 16. | New Divide (live) | 04:54 |

| Nr. | Titel                                     | Duur  |
| --- | ----------------------------------------- | ----- |
| 1.  | Meeting of A Thousand Suns (documentaire) | 29:46 |

| Nr. | Titel                                | Duur |
| --- | ------------------------------------ | ---- |
| 16. | New Divide (live in Madrid)          |      |
| 17. | Waiting for the End (live in Madrid) |      |
| 18. | Breaking the Habit (live in Madrid)  |      |
| 19. | The Catalyst (live in Madrid)        |      |
| 20. | In the End (live in Madrid)          |      |
| 21. | What I've Done (live in Madrid)      |      |

| Nr. | Titel                                                               | Duur  |
| --- | ------------------------------------------------------------------- | ----- |
| 1.  | The Requiem                                                         | 01:38 |
| 2.  | Wretches and Kings                                                  | 04:25 |
| 3.  | Papercut                                                            | 03:18 |
| 4.  | New Divide                                                          | 04:31 |
| 5.  | Faint                                                               | 04:08 |
| 6.  | Empty Spaces/When They Come for Me                                  | 05:31 |
| 7.  | Waiting for the End                                                 | 03:53 |
| 8.  | Iridescent                                                          | 05:02 |
| 9.  | Numb                                                                | 03:11 |
| 10. | The Radiance (piano version; contains excerpts from "The Catalyst") | 01:50 |
| 11. | Breaking the Habit                                                  | 03:59 |
| 12. | Shadow of the Day                                                   | 05:15 |
| 13. | Fallout                                                             | 01:25 |
| 14. | The Catalyst                                                        | 06:10 |
| 15. | The Messenger                                                       | 03:41 |
| 16. | In the End                                                          | 03:29 |
| 17. | What I've Done                                                      | 03:32 |
| 18. | Bleed It Out/A Place for My Head                                    | 05:06 |

## Verschijningsdata
| Land/regio    | Land/regio          | Verschijningsdatum |
| ------------- | ------------------- | ------------------ |
| Australië     | België              | 10 september 2010  |
| Duitsland     | Hongarije           | 10 september 2010  |
| Ierland       | Luxemburg           | 10 september 2010  |
| Nederland     | Oostenrijk          | 10 september 2010  |
| Zwitserland   |                     | 10 september 2010  |
| Denemarken    | Finland             | 13 september 2010  |
| Frankrijk     | Griekenland         | 13 september 2010  |
| Nieuw-Zeeland | Noorwegen           | 13 september 2010  |
| Polen         | Portugal            | 13 september 2010  |
| Zweden        | Verenigd Koninkrijk | 13 september 2010  |
| Brazilië      | Canada              | 14 september 2010  |
| Italië        | Mexico              | 14 september 2010  |
| Spanje        | Verenigde Staten    | 14 september 2010  |
| China         | India               | 15 september 2010  |
| Japan         |                     | 15 september 2010  |

## Receptie

### Kritisch
Over het algemeen wordt het album positief ontvangen door critici.
Tijdschrift Rolling Stone noemde het album de band's eclectische tot nu toe, met songteksten over de conflicten in het Midden-Oosten en de kredietcrisis. Stilistisch werd een nummer als een mengsel van de industriële punk van Nine Inch Nails met dromerige synths genoemd en werd een ander beschreven als een nummer met Benningtons hartstochtelijke zangoptreden met daaronder een zware hiphopbeat. MTV ging een stap verder en noemde het Linkin Park's A-Kid, het geprezen album van Radiohead, door de breuk met het verledenThe Music Network noemde het een radicale verschuiving met het verleden maar wel een instabiele en vond dat de meeste nummers meer als experimenten aanvoelden dan volledige nummers.

### Commercieel

#### Album
| Lijst                        | Top | Status  | Exemplaren verkocht | Bron   |
| ---------------------------- | --- | ------- | ------------------- | ------ |
| Nederlandse Album Top 100    | 7   |         |                     | [ 33 ] |
| Vlaamse Ultratop 50          | 2   |         |                     | [ 33 ] |
| Waalse Ultratop 50           | 4   |         |                     | [ 33 ] |
| Amerikaanse Billboard 200    | 1   | Goud    | 784.000+            | [ 34 ] |
| Canadese Album Chart         | 1   | Platina |                     | [ 34 ] |
| Australische Top 50          | 1   | Platina |                     | [ 33 ] |
| Deense Album Top 40          | 2   | Goud    |                     | [ 33 ] |
| Duitse Top 100               | 1   | Platina | 200.000             | [ 35 ] |
| Finse Album Top 50           | 6   | Goud    |                     | [ 33 ] |
| Griekenland                  | 2   |         |                     | [ 33 ] |
| Ierland                      | 3   |         |                     | [ 33 ] |
| Italië                       | 1   |         |                     | [ 33 ] |
| Franse Top 200               | 4   |         |                     | [ 33 ] |
| Japanse Top 100              | 1   | Goud    |                     | [ 36 ] |
| Hong Kong                    | 1   |         |                     |        |
| Mexican Album Chart          | 2   |         |                     | [ 33 ] |
| Nieuw-Zeeland - Top 50       | 1   | Goud    |                     | [ 33 ] |
| Oostenrijkse Top 75          | 1   | Goud    |                     | [ 33 ] |
| Polen                        | 2   | Platina |                     | [ 33 ] |
| Portugal                     | 1   | Platina |                     | [ 33 ] |
| Rusland                      | 1   | Platina |                     |        |
| Singapore                    | 1   |         |                     |        |
| Spaanse Album Top 100        | 3   |         |                     | [ 33 ] |
| Thailand                     | 1   |         |                     |        |
| Verenigd Koninkrijk - Top 40 | 2   | Goud    | 100.000+            | [ 37 ] |
| Zuid-Afrika                  | 1   |         |                     |        |
| Zuid-Korea                   | 1   |         |                     |        |
| Zweden                       | 5   |         |                     | [ 33 ] |
| Zwitserse Album Top 100      | 1   | Goud    |                     | [ 33 ] |

Nederlandse Album Top 100
| ▪ Hitnotering: (Week 1 t/m 12) 18-09-2010 t/m 04-12-2010 ▪ Hitnotering: (Week 13) 15-01-2011 | ▪ Hitnotering: (Week 1 t/m 12) 18-09-2010 t/m 04-12-2010 ▪ Hitnotering: (Week 13) 15-01-2011 | ▪ Hitnotering: (Week 1 t/m 12) 18-09-2010 t/m 04-12-2010 ▪ Hitnotering: (Week 13) 15-01-2011 | ▪ Hitnotering: (Week 1 t/m 12) 18-09-2010 t/m 04-12-2010 ▪ Hitnotering: (Week 13) 15-01-2011 | ▪ Hitnotering: (Week 1 t/m 12) 18-09-2010 t/m 04-12-2010 ▪ Hitnotering: (Week 13) 15-01-2011 | ▪ Hitnotering: (Week 1 t/m 12) 18-09-2010 t/m 04-12-2010 ▪ Hitnotering: (Week 13) 15-01-2011 | ▪ Hitnotering: (Week 1 t/m 12) 18-09-2010 t/m 04-12-2010 ▪ Hitnotering: (Week 13) 15-01-2011 | ▪ Hitnotering: (Week 1 t/m 12) 18-09-2010 t/m 04-12-2010 ▪ Hitnotering: (Week 13) 15-01-2011 | ▪ Hitnotering: (Week 1 t/m 12) 18-09-2010 t/m 04-12-2010 ▪ Hitnotering: (Week 13) 15-01-2011 | ▪ Hitnotering: (Week 1 t/m 12) 18-09-2010 t/m 04-12-2010 ▪ Hitnotering: (Week 13) 15-01-2011 | ▪ Hitnotering: (Week 1 t/m 12) 18-09-2010 t/m 04-12-2010 ▪ Hitnotering: (Week 13) 15-01-2011 | ▪ Hitnotering: (Week 1 t/m 12) 18-09-2010 t/m 04-12-2010 ▪ Hitnotering: (Week 13) 15-01-2011 | ▪ Hitnotering: (Week 1 t/m 12) 18-09-2010 t/m 04-12-2010 ▪ Hitnotering: (Week 13) 15-01-2011 | ▪ Hitnotering: (Week 1 t/m 12) 18-09-2010 t/m 04-12-2010 ▪ Hitnotering: (Week 13) 15-01-2011 | ▪ Hitnotering: (Week 1 t/m 12) 18-09-2010 t/m 04-12-2010 ▪ Hitnotering: (Week 13) 15-01-2011 | ▪ Hitnotering: (Week 1 t/m 12) 18-09-2010 t/m 04-12-2010 ▪ Hitnotering: (Week 13) 15-01-2011 |
| Week:                                                                                        | 1                                                                                            | 2                                                                                            | 3                                                                                            | 4                                                                                            | 5                                                                                            | 6                                                                                            | 7                                                                                            | 8                                                                                            | 9                                                                                            | 10                                                                                           | 11                                                                                           | 12                                                                                           |                                                                                              | 13                                                                                           |                                                                                              |
| -------------------------------------------------------------------------------------------- | -------------------------------------------------------------------------------------------- | -------------------------------------------------------------------------------------------- | -------------------------------------------------------------------------------------------- | -------------------------------------------------------------------------------------------- | -------------------------------------------------------------------------------------------- | -------------------------------------------------------------------------------------------- | -------------------------------------------------------------------------------------------- | -------------------------------------------------------------------------------------------- | -------------------------------------------------------------------------------------------- | -------------------------------------------------------------------------------------------- | -------------------------------------------------------------------------------------------- | -------------------------------------------------------------------------------------------- | -------------------------------------------------------------------------------------------- | -------------------------------------------------------------------------------------------- | -------------------------------------------------------------------------------------------- |
| Positie:                                                                                     | 7                                                                                            | 9                                                                                            | 26                                                                                           | 31                                                                                           | 35                                                                                           | 37                                                                                           | 43                                                                                           | 66                                                                                           | 72                                                                                           | 78                                                                                           | 100                                                                                          | 100                                                                                          | uit                                                                                          | 92                                                                                           | uit                                                                                          |

Vlaamse Ultratop 100 Albums
| ▪ Hitnotering: (Week 1 t/m 15) 18-09-2010 t/m 25-12-2010 ▪ Hitnotering: (Week 16) 08-01-2011 ▪ Hitnotering: (Week 17 t/m 26) 05-02-2011 t/m 09-04-2011 ▪ Hitnotering: (Week 27) 30-04-2011 ▪ Hitnotering: (Week 28 t/m 42) 11-06-2011 t/m 17-09-2011 | ▪ Hitnotering: (Week 1 t/m 15) 18-09-2010 t/m 25-12-2010 ▪ Hitnotering: (Week 16) 08-01-2011 ▪ Hitnotering: (Week 17 t/m 26) 05-02-2011 t/m 09-04-2011 ▪ Hitnotering: (Week 27) 30-04-2011 ▪ Hitnotering: (Week 28 t/m 42) 11-06-2011 t/m 17-09-2011 | ▪ Hitnotering: (Week 1 t/m 15) 18-09-2010 t/m 25-12-2010 ▪ Hitnotering: (Week 16) 08-01-2011 ▪ Hitnotering: (Week 17 t/m 26) 05-02-2011 t/m 09-04-2011 ▪ Hitnotering: (Week 27) 30-04-2011 ▪ Hitnotering: (Week 28 t/m 42) 11-06-2011 t/m 17-09-2011 | ▪ Hitnotering: (Week 1 t/m 15) 18-09-2010 t/m 25-12-2010 ▪ Hitnotering: (Week 16) 08-01-2011 ▪ Hitnotering: (Week 17 t/m 26) 05-02-2011 t/m 09-04-2011 ▪ Hitnotering: (Week 27) 30-04-2011 ▪ Hitnotering: (Week 28 t/m 42) 11-06-2011 t/m 17-09-2011 | ▪ Hitnotering: (Week 1 t/m 15) 18-09-2010 t/m 25-12-2010 ▪ Hitnotering: (Week 16) 08-01-2011 ▪ Hitnotering: (Week 17 t/m 26) 05-02-2011 t/m 09-04-2011 ▪ Hitnotering: (Week 27) 30-04-2011 ▪ Hitnotering: (Week 28 t/m 42) 11-06-2011 t/m 17-09-2011 | ▪ Hitnotering: (Week 1 t/m 15) 18-09-2010 t/m 25-12-2010 ▪ Hitnotering: (Week 16) 08-01-2011 ▪ Hitnotering: (Week 17 t/m 26) 05-02-2011 t/m 09-04-2011 ▪ Hitnotering: (Week 27) 30-04-2011 ▪ Hitnotering: (Week 28 t/m 42) 11-06-2011 t/m 17-09-2011 | ▪ Hitnotering: (Week 1 t/m 15) 18-09-2010 t/m 25-12-2010 ▪ Hitnotering: (Week 16) 08-01-2011 ▪ Hitnotering: (Week 17 t/m 26) 05-02-2011 t/m 09-04-2011 ▪ Hitnotering: (Week 27) 30-04-2011 ▪ Hitnotering: (Week 28 t/m 42) 11-06-2011 t/m 17-09-2011 | ▪ Hitnotering: (Week 1 t/m 15) 18-09-2010 t/m 25-12-2010 ▪ Hitnotering: (Week 16) 08-01-2011 ▪ Hitnotering: (Week 17 t/m 26) 05-02-2011 t/m 09-04-2011 ▪ Hitnotering: (Week 27) 30-04-2011 ▪ Hitnotering: (Week 28 t/m 42) 11-06-2011 t/m 17-09-2011 | ▪ Hitnotering: (Week 1 t/m 15) 18-09-2010 t/m 25-12-2010 ▪ Hitnotering: (Week 16) 08-01-2011 ▪ Hitnotering: (Week 17 t/m 26) 05-02-2011 t/m 09-04-2011 ▪ Hitnotering: (Week 27) 30-04-2011 ▪ Hitnotering: (Week 28 t/m 42) 11-06-2011 t/m 17-09-2011 | ▪ Hitnotering: (Week 1 t/m 15) 18-09-2010 t/m 25-12-2010 ▪ Hitnotering: (Week 16) 08-01-2011 ▪ Hitnotering: (Week 17 t/m 26) 05-02-2011 t/m 09-04-2011 ▪ Hitnotering: (Week 27) 30-04-2011 ▪ Hitnotering: (Week 28 t/m 42) 11-06-2011 t/m 17-09-2011 | ▪ Hitnotering: (Week 1 t/m 15) 18-09-2010 t/m 25-12-2010 ▪ Hitnotering: (Week 16) 08-01-2011 ▪ Hitnotering: (Week 17 t/m 26) 05-02-2011 t/m 09-04-2011 ▪ Hitnotering: (Week 27) 30-04-2011 ▪ Hitnotering: (Week 28 t/m 42) 11-06-2011 t/m 17-09-2011 | ▪ Hitnotering: (Week 1 t/m 15) 18-09-2010 t/m 25-12-2010 ▪ Hitnotering: (Week 16) 08-01-2011 ▪ Hitnotering: (Week 17 t/m 26) 05-02-2011 t/m 09-04-2011 ▪ Hitnotering: (Week 27) 30-04-2011 ▪ Hitnotering: (Week 28 t/m 42) 11-06-2011 t/m 17-09-2011 | ▪ Hitnotering: (Week 1 t/m 15) 18-09-2010 t/m 25-12-2010 ▪ Hitnotering: (Week 16) 08-01-2011 ▪ Hitnotering: (Week 17 t/m 26) 05-02-2011 t/m 09-04-2011 ▪ Hitnotering: (Week 27) 30-04-2011 ▪ Hitnotering: (Week 28 t/m 42) 11-06-2011 t/m 17-09-2011 | ▪ Hitnotering: (Week 1 t/m 15) 18-09-2010 t/m 25-12-2010 ▪ Hitnotering: (Week 16) 08-01-2011 ▪ Hitnotering: (Week 17 t/m 26) 05-02-2011 t/m 09-04-2011 ▪ Hitnotering: (Week 27) 30-04-2011 ▪ Hitnotering: (Week 28 t/m 42) 11-06-2011 t/m 17-09-2011 | ▪ Hitnotering: (Week 1 t/m 15) 18-09-2010 t/m 25-12-2010 ▪ Hitnotering: (Week 16) 08-01-2011 ▪ Hitnotering: (Week 17 t/m 26) 05-02-2011 t/m 09-04-2011 ▪ Hitnotering: (Week 27) 30-04-2011 ▪ Hitnotering: (Week 28 t/m 42) 11-06-2011 t/m 17-09-2011 | ▪ Hitnotering: (Week 1 t/m 15) 18-09-2010 t/m 25-12-2010 ▪ Hitnotering: (Week 16) 08-01-2011 ▪ Hitnotering: (Week 17 t/m 26) 05-02-2011 t/m 09-04-2011 ▪ Hitnotering: (Week 27) 30-04-2011 ▪ Hitnotering: (Week 28 t/m 42) 11-06-2011 t/m 17-09-2011 | ▪ Hitnotering: (Week 1 t/m 15) 18-09-2010 t/m 25-12-2010 ▪ Hitnotering: (Week 16) 08-01-2011 ▪ Hitnotering: (Week 17 t/m 26) 05-02-2011 t/m 09-04-2011 ▪ Hitnotering: (Week 27) 30-04-2011 ▪ Hitnotering: (Week 28 t/m 42) 11-06-2011 t/m 17-09-2011 |
| Week: | 1 | 2 | 3 | 4 | 5 | 6 | 7 | 8 | 9 | 10 | 11 | 12 | 13 | 14 | 15 | |
| --- | --- | --- | --- | --- | --- | --- | --- | --- | --- | --- | --- | --- | --- | --- | --- | --- |
| Positie: | 4 | 2 | 7 | 16 | 19 | 19 | 20 | 37 | 44 | 57 | 77 | 93 | 97 | 94 | 84 | uit |
| Week: | 16 | 17 | 18 | 19 | | 20 | 21 | 22 | 23 | 24 | 25 | 26 | | 27 | | 28 |
| Positie: | 96 | 88 | 56 | 55 | uit | 53 | 45 | 59 | 63 | 64 | 78 | 91 | uit | 91 | uit | 78 |
| Week: | 29 | 30 | 31 | 32 | 33 | 34 | 35 | 36 | 37 | 38 | 39 | 40 | 41 | 42 | | |
| Positie: | 65 | 76 | 62 | 48 | 38 | 52 | 76 | 65 | 68 | 73 | 84 | 67 | 59 | 99 | uit | |

#### Singles
The Catalyst debuteerde op verkoop op de 35ste positie in de Billboard Hot 100 en als eerste band op airplay op de eerste positie in de Alternative Songs. Twee weken later topte het ook de Rock Songs-lijst. De weken later viel het nummer terug op een 75ste positie in de belangrijkste lijst in de Verenigde Staten, maar steeg in de vierde week weer twee plaatsen. Na de verschijning van het album steeg de leadsingle in downloads en werd Waiting for the End, de geplande tweede single ook goed gedownload. Dit nummer kreeg ook beginnende radioairplay, wat resulteerde in vroege binnenkomsten in de Alternative en de Rock Songs-lijst. Daarnaast begon Burning in the Skies airplay te krijgen, hoewel dit toen nog geen single was. Verder waren de commerciële successen niet sterk. Hoewel Waiting for the End veel gedraaid werd, resulteerde dit in slechts een positie in de middenmoot van de hitlijsten. Van hetzelfde was sprake bij Burning in the Skies en Iridiscent, waarbij de laatste in een nieuw jasje werd gestopt. Deze single bereikte wel meer lijsten dan Burning in the Skies, omdat deze wereldwijd verscheen en Burning in the Skies alleen buiten de Verenigde Staten werd uitgebracht.
| Jaar | Nummer               | Piek      | Piek              | Piek           | Piek                 | Piek                   | Piek                | Piek          | Piek           | Piek             | Piek      | Piek      | Piek      | Piek       | Status    |
| Jaar | Nummer               | NL Top 40 | NL Single Top 100 | VL Ultratop 50 | US Billboard Hot 100 | US Alter- native Songs | US Main-stream Rock | UK Hitlist 75 | AU ARIA Charts | DU Singles Chart | NZ Top 40 | OO Top 75 | SE Top 60 | ZW Top 100 | Status    |
| ---- | -------------------- | --------- | ----------------- | -------------- | -------------------- | ---------------------- | ------------------- | ------------- | -------------- | ---------------- | --------- | --------- | --------- | ---------- | --------- |
| 2010 | The Catalyst         | tip17     | 95                | tip6           | 27                   | 1                      | 1                   | 40            | 33             | 11               | 27        | 18        | 31        | 29         | Goud (VS) |
| 2010 | Waiting for the End  | —         | —                 | tip20          | 42                   | 1                      | 2                   | 90            | —              | 29               | —         | 34        | —         | 58         | Goud (VS) |
| 2011 | Burning in the Skies | —         | —                 | —              | —                    | —                      | —                   | —             | —              | 43               | —         | 35        | —         | 41         | —         |
| 2011 | Iridescent           | —         | —                 | —              | 81                   | 19                     | 29                  | 93            | 39             | 46               | —         | 52        | —         | 69         | —         |

## Personeel
Linkin Park
- Chester Bennington: leadvocalen, achtergrondvocalen
- Rob Bourdon: drum, percussie, achtergrondvocalen
- Brad Delson: leadgitaar, achtergrondvocalen
- Joseph Hahn: DJ, scratching, programmering, sampling, achtergrondzang
- Phoenix: basgitaar, achtergrondzang
- Mike Shinoda: ritmisch gitarist, leadvocalen, achtergrondvocalen, producer, mixer, remixer, MC, keyboard

Productie
- Rick Rubin: producer
- Mike Shinoda: producer, engineer, creative regie, pro-tools
- Vlado Meller: mastering
- Neal Avron: mixing
- Ethan Mates: engineer, pro-tools
- Jason Newell: engineer, pro-tools
- Lindsay Chase: productiecoördinatie
- Ryan DeMarti: productiecoöordinatie, A&R
- Liza Joseph: A&R
- Tom Whalley: A&R

Overig
- Ellen Wakayama: creative regie
- Peter Standish: marketing
- Josh Vanover: artwork, creative regie
- Frank Maddocks: artregie, ontwerp, creative regie
- Jerry Johnson: drumtechnicicus
- Kymm Britton: P&R
- Anton Brooks: P&R
- Nicholas Fournier: assistent
- Mark Santangelo: assistent

Citaten
- Robert Oppenheimer: interviews
- Mario Savio: speech
- Martin Luther King: speech

Emily Armstrong · Chester Bennington · Rob Bourdon · Colin Brittain · Brad Delson 
Dave Farrell · Joe Hahn · Scott Koziol · Mike Shinoda · Mark Wakefield